# Референдум в Египте (1956)
Референдум по двум вопросам — референдум, проведенный в Египте 23 июня 1956 года. Первый вопрос касался одобрения кандидатуры Гамаля Абдель Насера на пост президента, второй — новой конституции. Оба вопроса референдума получили абсолютную поддержку со стороны избирателей: по официальным данным, 99,9% поддержали кандидатуру Насера и 99,8% — конституцию.

## Предпосылки
Перед голосованием Насер консолидировал власть после изгнания Мухаммеда Нагиба и начала массовых репрессий против Братьев-мусульман в 1954 году. Другие оппозиционные силы на политическом фланге ранее были разгромлены Освободительным фронтом, официальным политическим движением государства, созданным Советом революционного командования (СРК) после упразднения политических партий в 1953 году. Целью Освободительного фронта было заручиться массовой поддержкой СРК по всей стране, и в 1956 году фронт был реорганизован в Национальный союз (НС). Пресса также одобрила идею проведения референдума и призывала поддержать оба его пункта. Еще одним важным фактором, способствовавшим росту легитимности Насера, стала его личная харизма. НС настоял на том, чтобы новую конституцию страны создавал специальный конституционный комитет, хотя его члены были выбраны самим Насером.

## Результаты

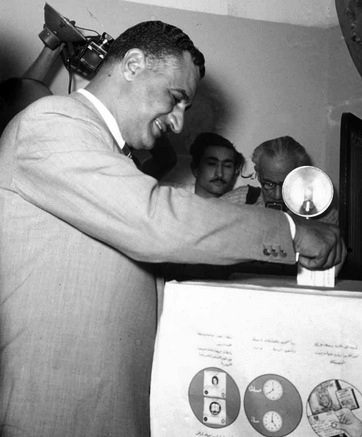
Насер голосует на конституционном референдуме 1956 года

На референдуме оба его пункта были поддержаны подавляющим большинством избирателей. Согласно подсчетам правительства, кандидатура Насера на пост президента и предложенная обновленная конституция получили почти единодушное одобрение со стороны египтян. Насер выдвигался в президенты от новой правящей партии Национальный союз. Историк Кирк Дж. Бити писал, что цифры, озвученные правительством по итогам референдума, вероятно, были вымышленными, но также подмечал тот факт, что «невозможно узнать, насколько они были точны». Насер успешно использовал голосование, чтобы заявить о себе как о защитнике демократии, но, по словам автора Мэй Кассем, голосование «проходило авторитарным образом», что только создало благоприятную почву для критики правления Насера.

### Кандидатура Насера в президенты Египта
| Да или нет    | Голосов   | Процент  |
| ------------- | --------- | -------- |
| Да            | 5,499,555 | 99,9 %   |
| Нет           | 5,267     | 0,1 %    |
| Всего голосов | 5,508,314 | 100,00 % |
| Явка          | 94,0 %    | 94,0 %   |

### Новая конституция
| Да или нет             | Голосов   | Процент  |
| ---------------------- | --------- | -------- |
| Да                     | 5,488,225 | 99,8 %   |
| Нет                    | 10,016    | 0,2 %    |
| Действительных голосов | 5,859,000 | 94,0 %   |
| Всего голосов          | 5,508,314 | 100,00 % |
| Явка                   | 94,0 %    | 94,0 %   |